# Horn (Stede Broec)
Horn is een buurtschap in de gemeente Stede Broec,  in de regio West-Friesland, in de provincie Noord-Holland. Horn ligt ten noorden van het dorp Lutjebroek en maakte vroeger deel uit van de stede Grootebroek, een verzameling dorpen met stadsrecht.
Horn wordt ook weleens Den Horn en De Horn genoemd. Horn kende vroeger slechts één echte straat, (De) Horn. Deze straat loopt ongeveer onder een hoek (horn) van 45 graden, vanaf de P.J. Jongstraat, in noordoostelijke richting. Vroeger liep de straat, na ongeveer 650 meter, dood. Na de Reformatie en tot de bouw van de huidige r.k. kerk aan de P.J. Jongstraat in de jaren '70 van de negentiende eeuw, stond er een katholieke schuilkerk in de Horn. Tussen de Horn en de P.J. Jongstraat zijn in de loop van de twintigste eeuw verschillende straten aangelegd, waardoor de bebouwing nu één geheel vormt. Hierbij zijn er echter wel relatief veel sloten bewaard gebleven, waardoor er nu nog pittoreske straten zijn. 
De Horn was omgeven door een waterrijk cultuurlandschap met brede sloten en eilanden met onregelmatige vormen, in gebruik voor tuinbouw. Dit landschap was het gevolg van een venige en kleirijke ondergrond, wat bij de middeleeuwse ontginning alleen te draineren was door veel sloten te graven. Na de ruilverkaveling in de jaren '70 van de twintigste eeuw zijn veel slootjes gedempt, maar ten noorden van de Horn is een stuk grotendeels bewaard gebleven. Dit stuk, strekkende van de Horn tot aan de Lutjebroekerweel is nu onderdeel van een natuurgebied genaamd De Weelen.
Horn heeft niets te maken met de vijftien kilometer verderop gelegen stad Hoorn.
Dorpen: Bovenkarspel · Grootebroek · Lutjebroek
    
Buurtschappen: Broekerhaven · Horn